# Фрунзе, Авксентий Дмитриевич
Авксе́нтий Дми́триевич Фру́нзе (рум. Axinte Frunză; 13 [25] февраля 1859, Скорцены, Оргеевский уезд, Бессарабская губерния — 1933, Бухарест, Королевство Румыния) — российский и румынский революционер, писатель.

## Биография
Авксентий Фрунзе родился 25 февраля (13 февраля по старому стилю) 1859 года в бессарабском селе Скорцены (ныне Теленештский район Республики Молдова), в семье стихарного пономаря Дмитрия Григорьевича Фрунзе и его жены Ирины Григорьевны.
Учился в Кишинёвской духовной семинарии.
В 1878 году в Кишинёве принимал участие в собраниях революционного кружка молодежи на квартире Константина Урсу. После побега Урсу в январе 1879 года был руководителем того же кружка, привлекая в него новых членов из семинаристов.
В мае 1879 года за самовольную отлучку из семинарии уволен по распоряжению ректора.
В июне 1879 года по распоряжению одесского генерал-губернатора подчинён строгому гласному надзору полиции за намерение бежать за границу. Вопреки надзору полиции перебрался в Румынию, проживал в Тульче, где был близок с русскими эмигрантами.
В январе 1880 года нелегально приехал в Россию, проживал в Одессе по паспорту крестьянина Макарова. В марте того же года отправился в Кишинёв с целью получения нелегальных изданий, но 30 марта был арестован с подложным паспортом на имя дворянина Е. Мирзоева; при аресте назвался Ивановым. Привлечён к дознанию, возникшему 1 апреля 1880 года при Бессарабском жандармском управлении.
Затем вновь бежал в Румынию, поселился в Яссах, где работал преподавателем латыни. Он также был литератором, переводчиком и журналистом.